# Julia Dolgorukova
Julia Vitalievna Dolgorukova (en russe : Юлия Витальевна Долгорукова), née le 21 février 1962 à Moscou, est une peintre russe.

## Biographie
Julia Dolgorukova est née à Moscou. Elle est diplômée de l'École des beaux-arts de Moscou en tant que graphiste, et a suivi des cours à l'Institut polygraphique de Moscou, a étudié avec J. Bisti et A. Cedric. En 1990, elle a assisté à des conférences et des ateliers de Michael Lesehr de l'Académie des Beaux-Arts de Stuttgart. Ses œuvres comprennent des peintures au chevalet, des dessins et des décorations de théâtre, ainsi que de la mode et de design d'intérieur. En 1981, elle a été acceptée dans la section jeunesse de l'Union des Artistes de Moscou, et en 1997, elle est devenue membre de l'Union des Artistes de Moscou. Depuis 1991, elle est membre de l'Union créative des artistes de Russie.
Depuis 1981, Julia a participé à plus de 60 expositions. Parmi celles-ci, il y a les expositions de jeunes artistes moscovites MOSKh (Union des artistes de Moscou),,, l'exposition d'œuvres d'artistes soviétiques, consacrée au 150e anniversaire des chemins de fer du pays (à Moscou et à Leningrad), les expositions nationales en 1988, 1989 et 1991 à Moscou, l'exposition "l'Art Mythe - 93" à Moscou "Manège", dans l'exposition du jubilé sur Gogol Boulevard en 1995 et d'autres. expositions personnelles à Moscou (1986, 1993, 1995,,,, 1999, 2000, 2004, 2005, 2006, 2008), Stuttgart (1990, 1991), Herrenberg (1992), de Kalouga (1993), Taroussa (1994, 2001), Kostroma (1994), Marmaris (1999), Alexandrov (2002), Maloyaroslavets (2003), Sharm el-Sheikh (2005), Mikkeli (Finlande, 2007), Alanya (Turquie, 2009), Paris (2010), Cannes (2010).

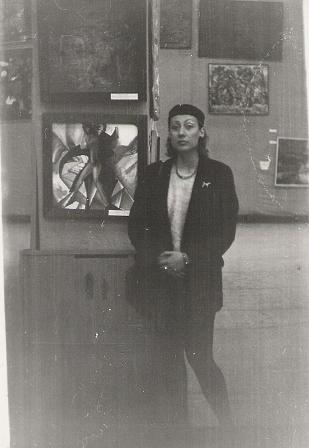
Julia Dolgorukova au Manège de Moscou.

Dolgorukova travaille des sujets tels que les paysages, les natures morte et l'imaginaire. Parmi les œuvres, elle a créé le tableau Matin à Foros (1981), L'église d'Aksinino (1982), Le nouveau quartier. Triptyque (1983), une série de peintures basées sur les romans de Boulgakov, le roman Le Maître et Marguerite, Marguerite et le Diable, Les funérailles de Berlioz, Ha-Nozri et Pilate, Marguerite et Woland, Ballet dans le palais de Ponce Pilate, etc., (créé par l'artiste pour l'opéra de V. Geviksman Le Maître et Marguerite, qui a été présenté plus tard comme l'exposition personnelle "Sadovaya, 302-bis" de la maison-musée Boulgakov.), La danse de la pluie violette" (1997), Nature morte aux poires (2004), Pas de Deux, Giselle, Danse du Feu (2009) et d'autres. Pour le théâtre de Moscou Novaya Julia Dolgorukova avec l'artiste D. Dikov a conçu des costumes et des décors pour l'opéra O Mozart, Mozart, Mozart ! (présenté au Kostroma State Historical and Architectural Museum-Reserve au festival "Milestones" en 1994).
Les œuvres de Julia Dolgorukova sont également présentées dans de nombreux musées et collections privées de renom, parmi lesquels on trouve : Kostroma State Historical and Architectural Museum-Reserve,, Kalouga Musée Régional d'Art, le Musée de Marina Tsvetaeva à Alexandrov, le Musée de Marina Tsvetaeva à Bolshevo, Taroussa, Musée de la famille Tsvetayevs, la Collection du Musée de la Maison Maximilien Volochine (Ici), Collection de la Maison-Musée d'Anton Tchekhov (Yalta), musée de Taroussa, collection Ullrich Springer  (Stuttgart), ainsi que dans des collections privées en Russie, Allemagne, aux États-Unis, en Suisse, en France, en Grande-Bretagne, en Corée du Sud, en Égypte, en Finlande, en Turquie. Dolgorukova est peintre et concepteur de plusieurs programmes de télévision et d'articles dans des publications russes et étrangères.

## Galerie

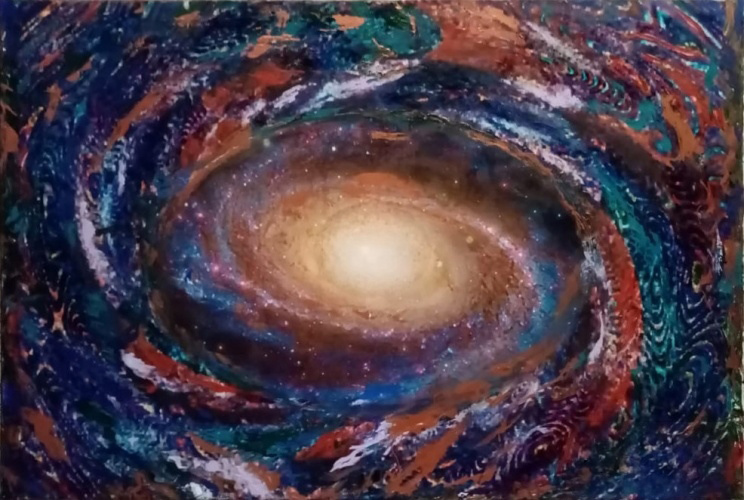
L'ŒIL QUI VOIT TOUT. 2020
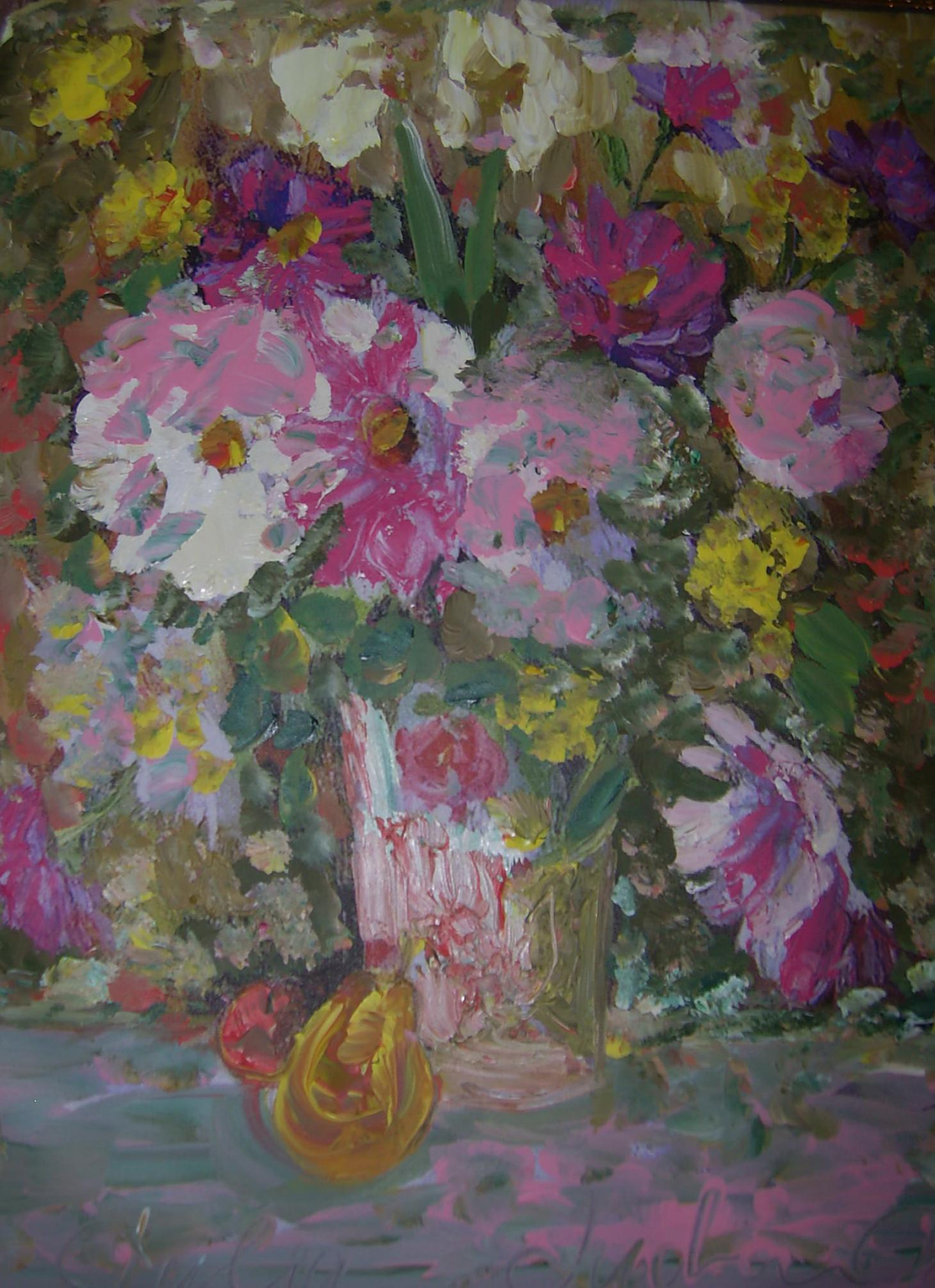
Bouquet, 2011
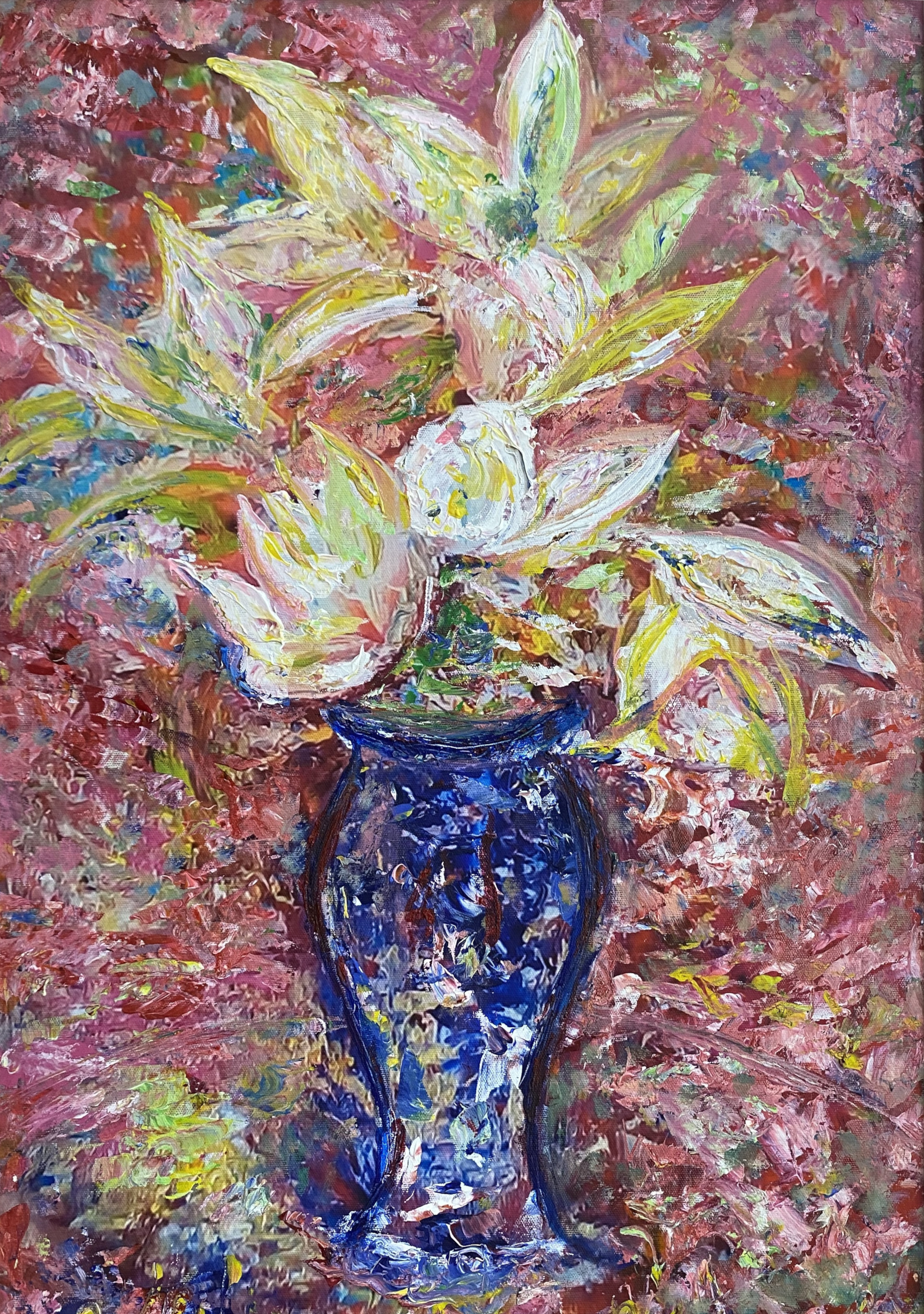
Lys dans un vase bleu 2018
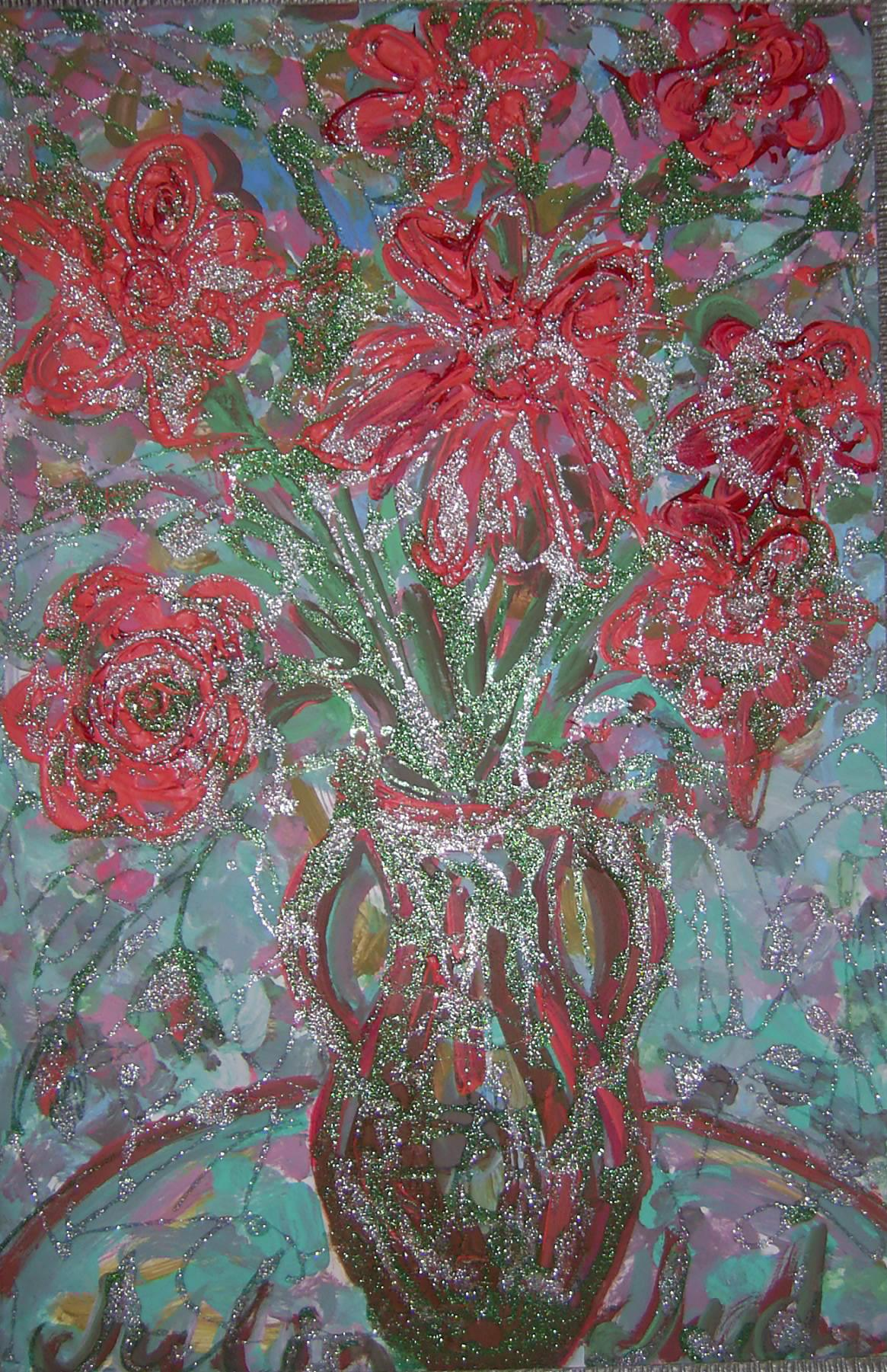
Roses dans une cruche, 2011
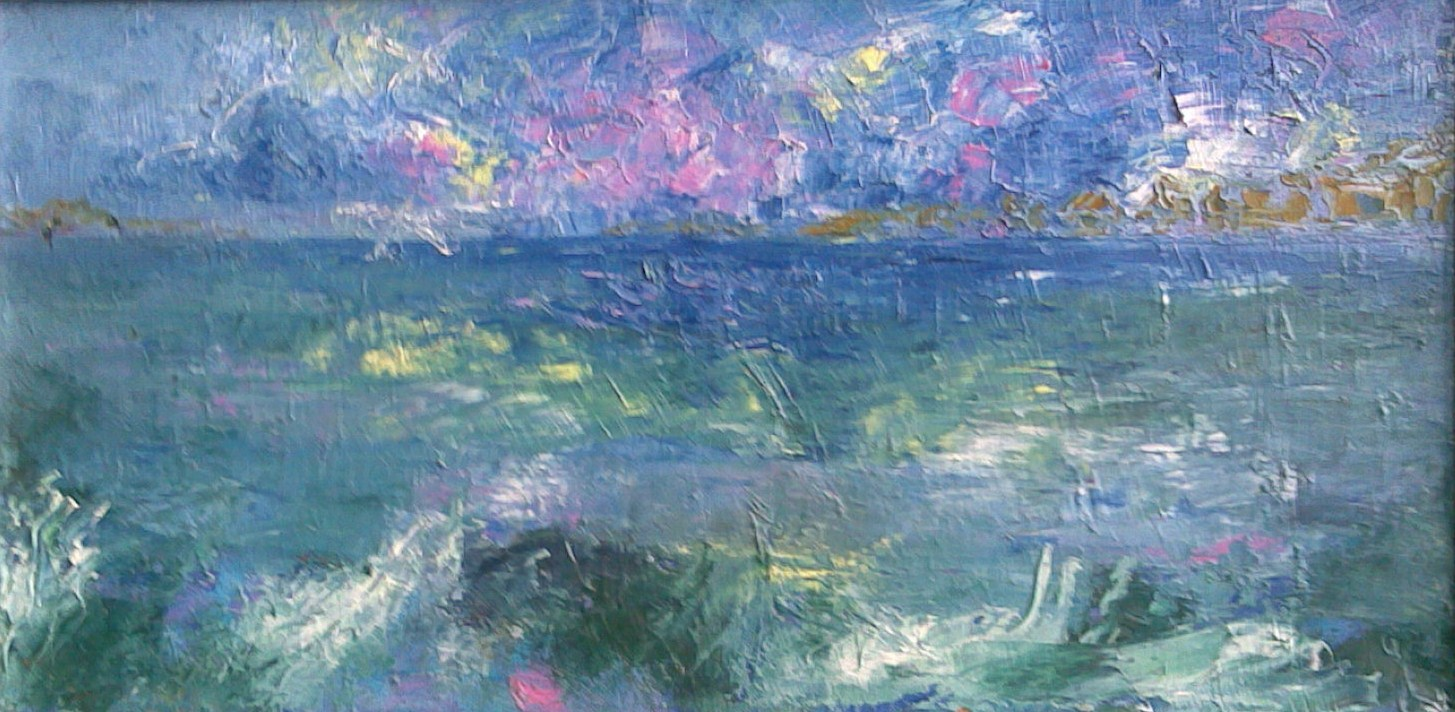
Mer Rouge, 2006, 50 x 100 cm
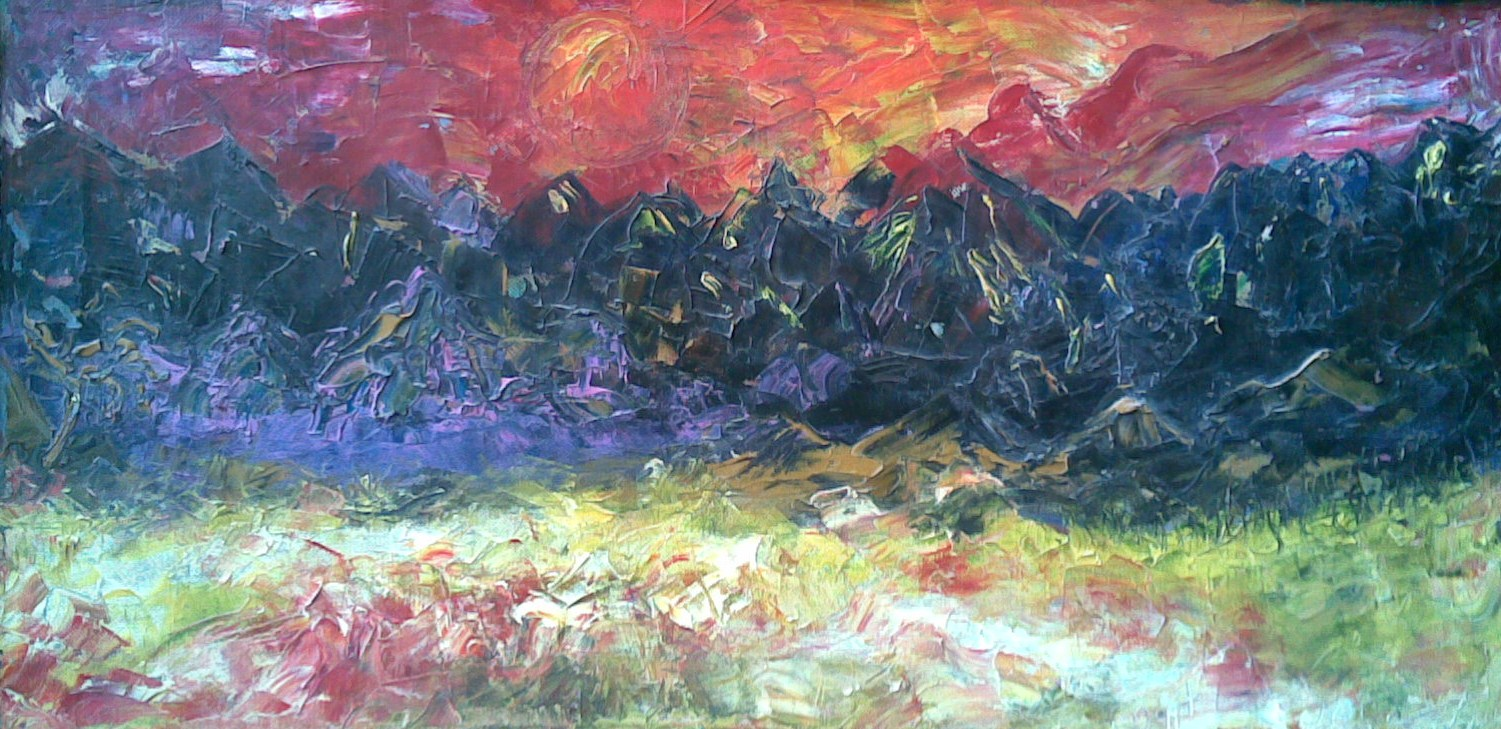
Nuit dans le désert, 2006
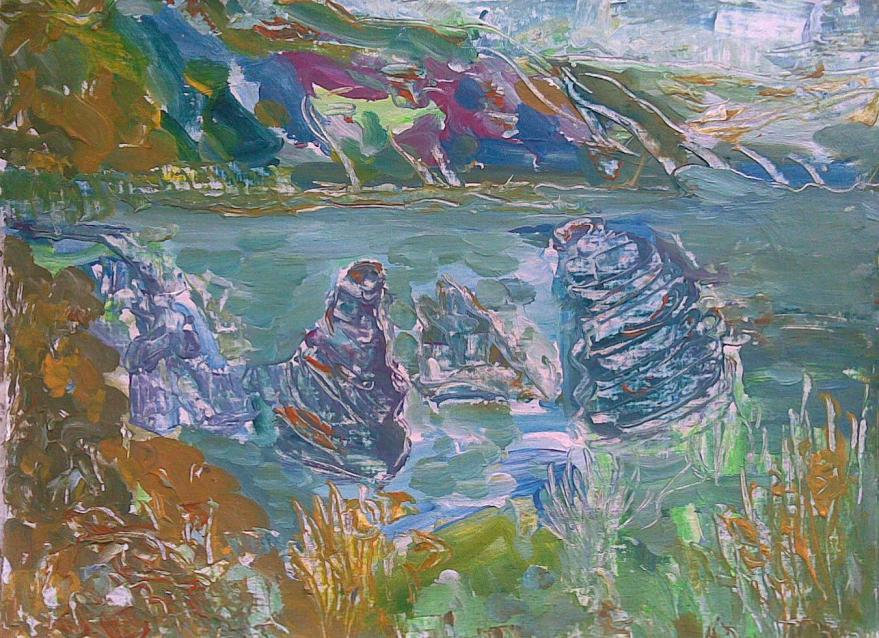
Mer Noire. Rocher, 2007
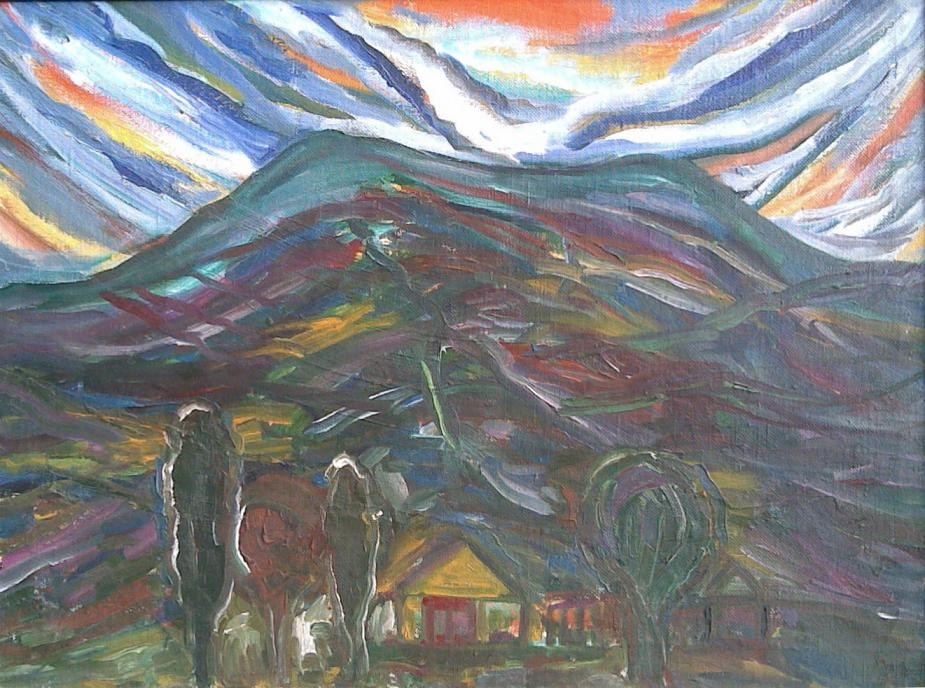
Mont Sober, 1994
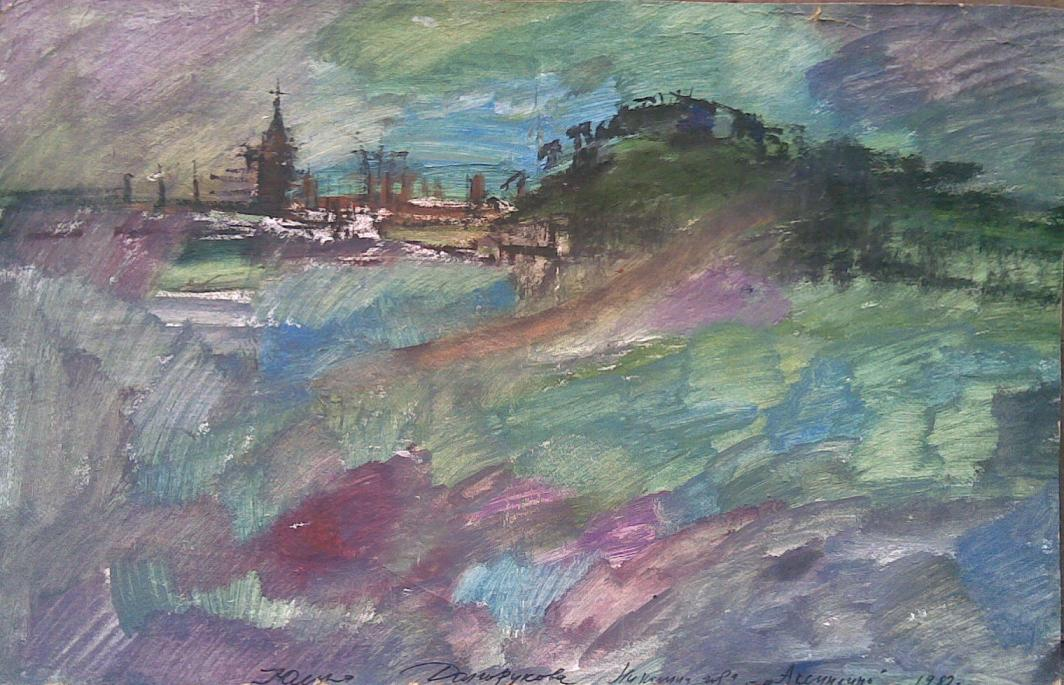
L'église d'Aksinino, 1982
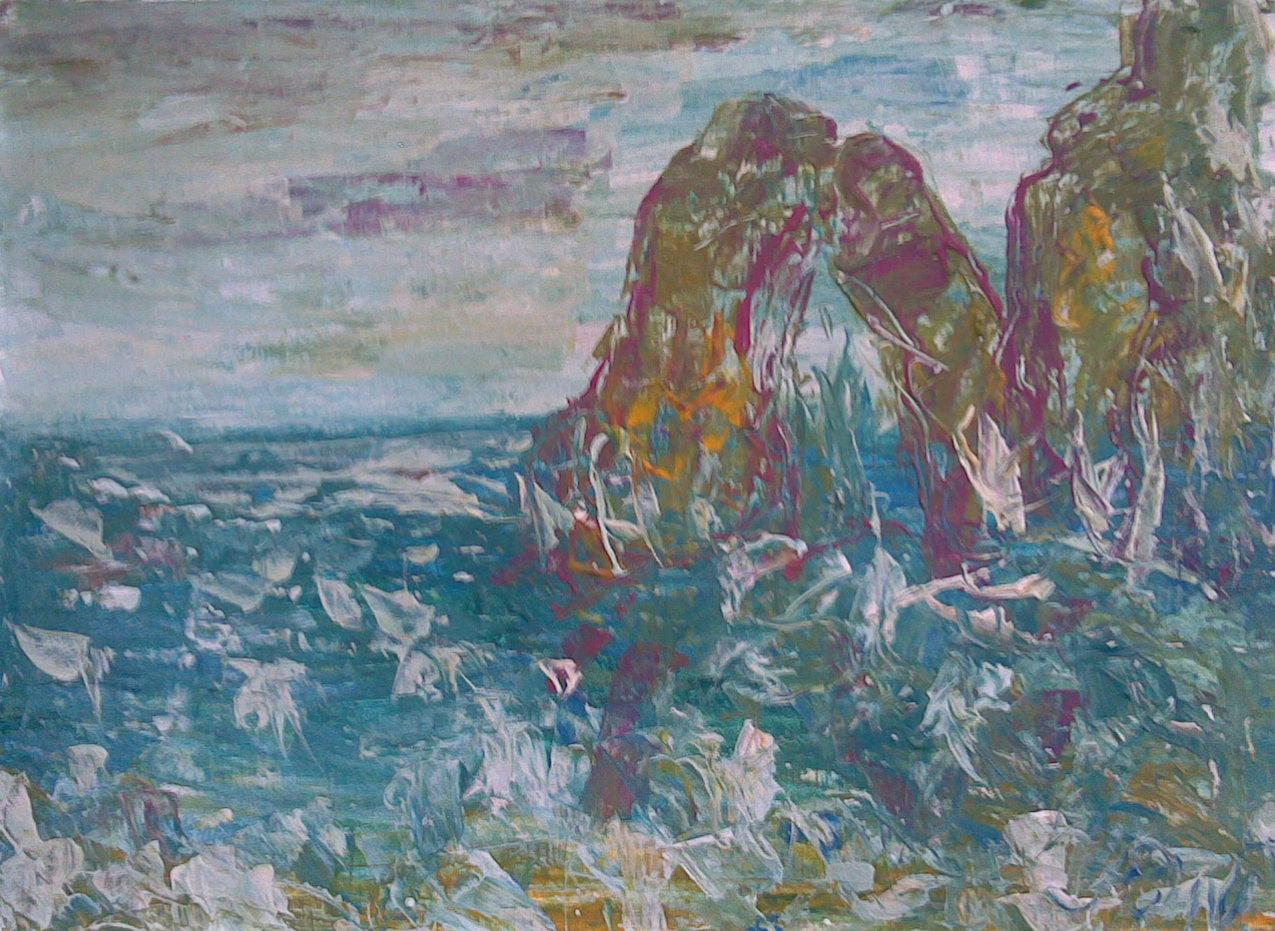
Les rochers dans la mer 2008
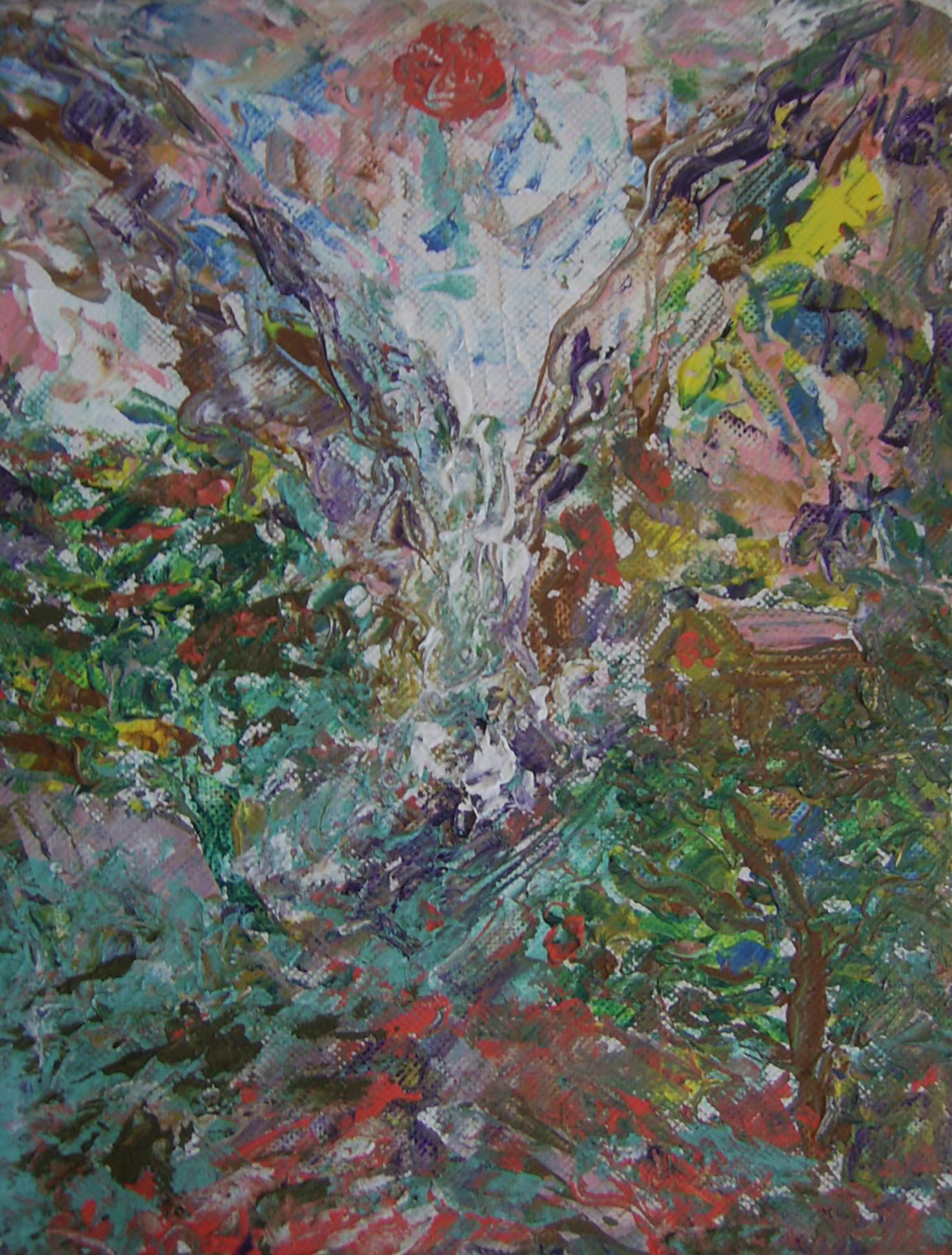
Canyon, 2011
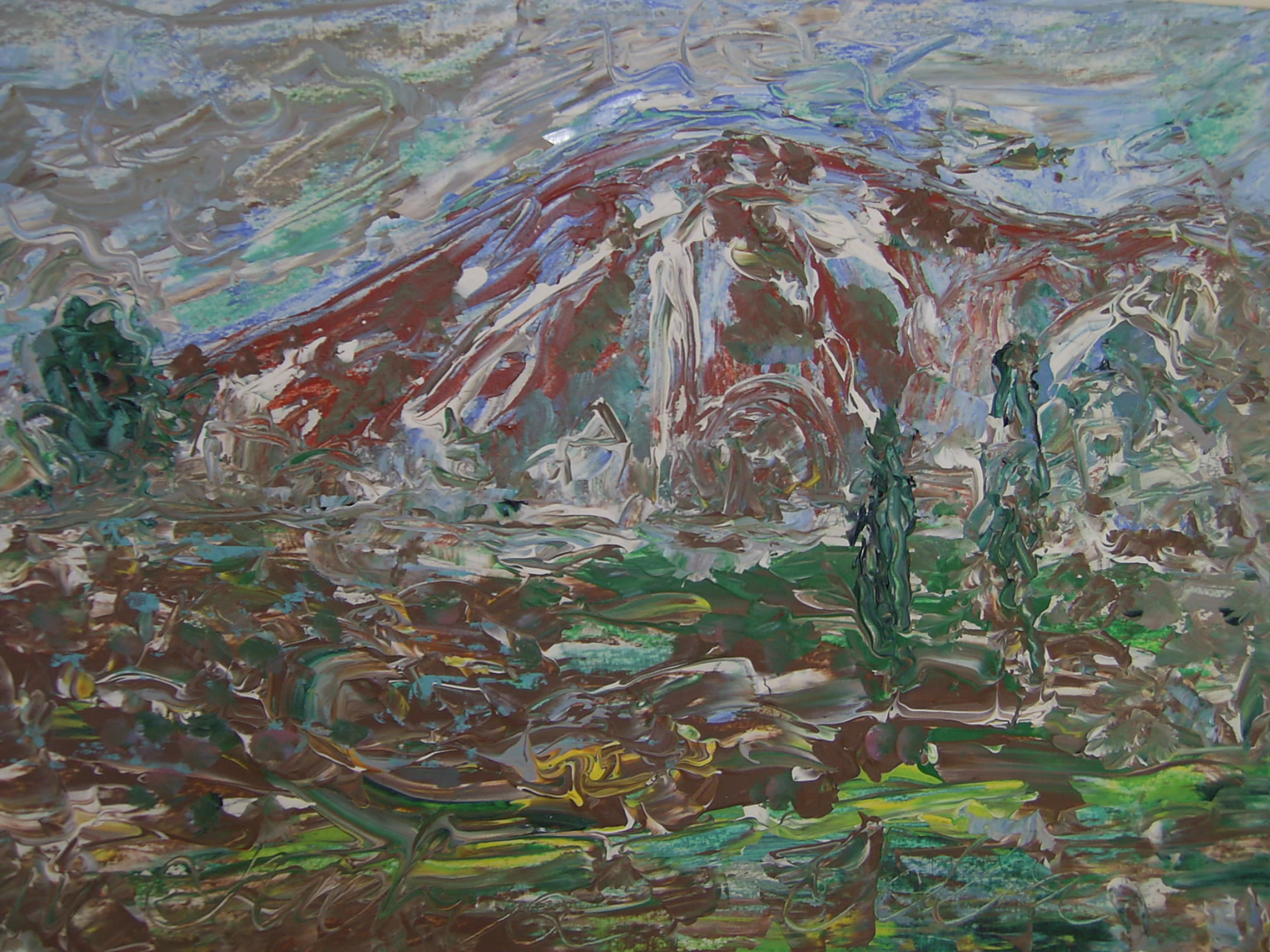
Montagne de Turquie, 2011
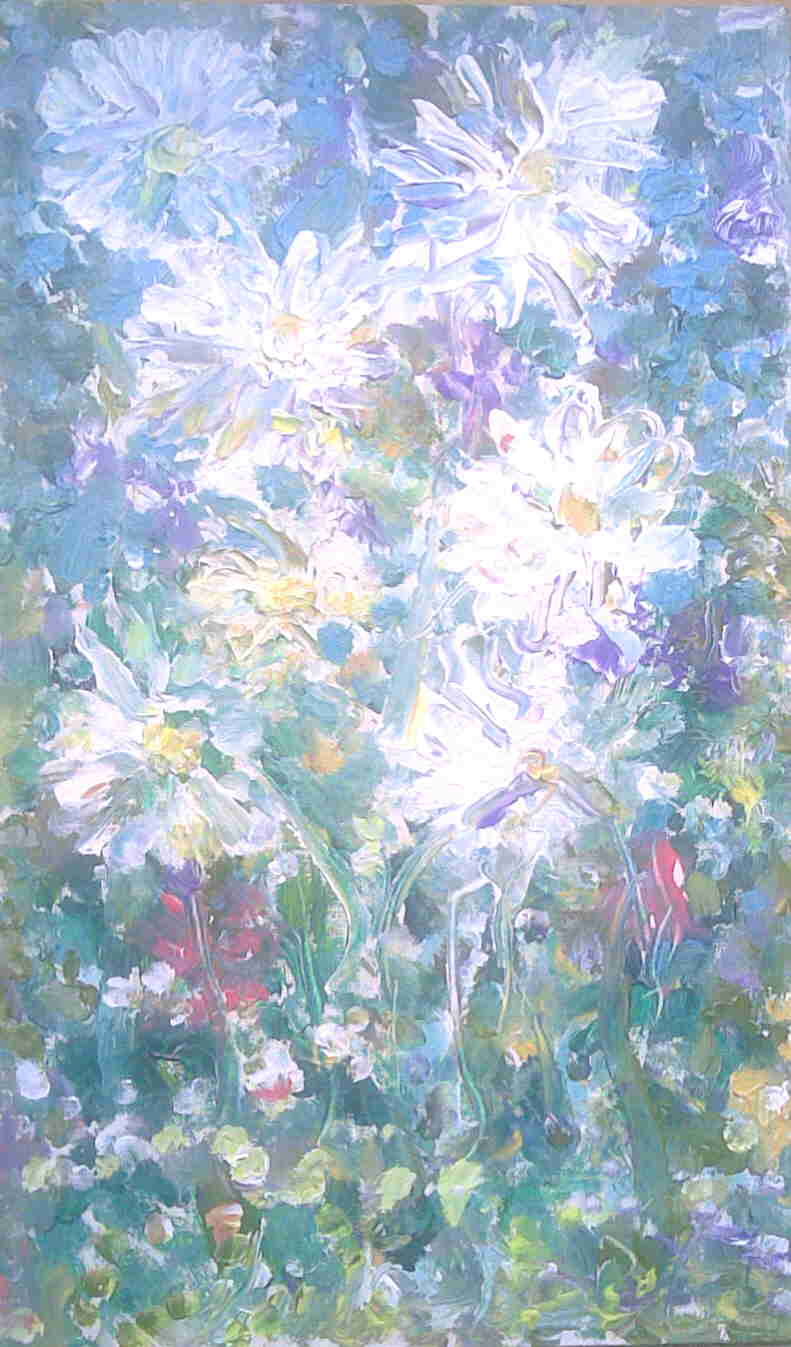
Marguerite, 2008
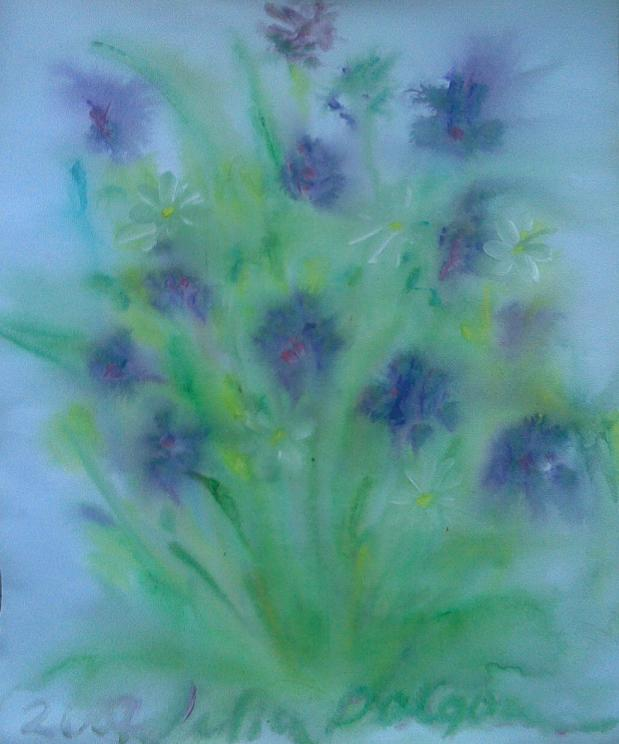
Bleuet, 2006
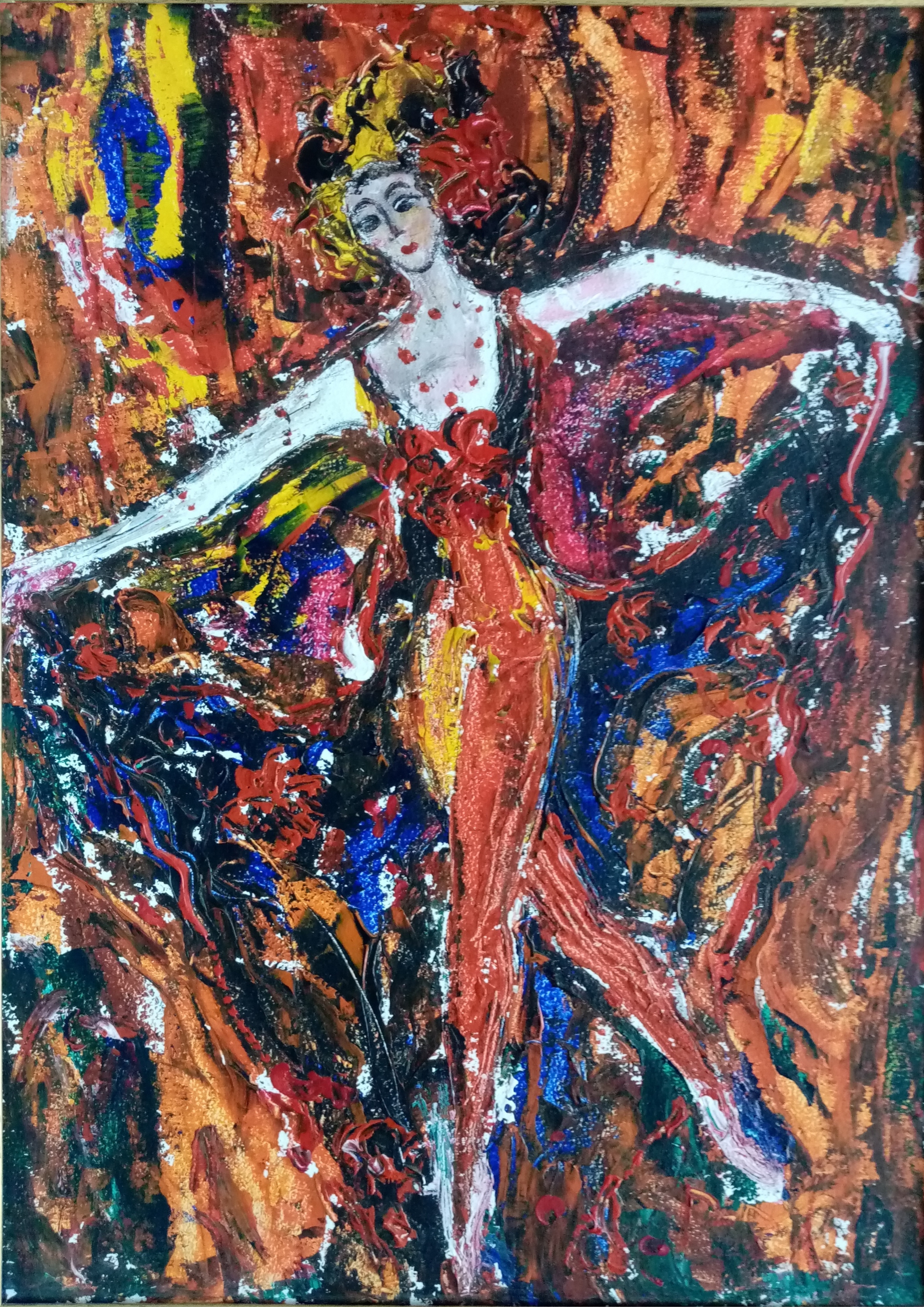
Dance du feu, 2009
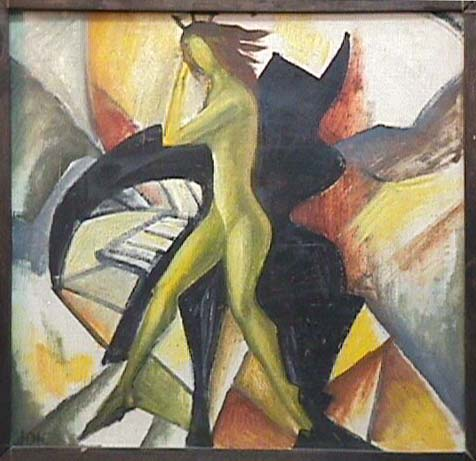
Marguerite et Woland, 1994

## Expositions
(novembre 2018).
1. XIII-I Exposition of Young Artists (Maison des artistes à Kuznetsky Most, Moscou, 1981)
2. Exposition-presentation of the new members of the youth association with MOSH Leonid Purygin and Olga Davydova (Maison des artistes à Kuznetsky Most, Moscou, 1982)
3. XIII-I Exposition of Young Artists (Maison des artistes à Kuznetsky Most, Moscou, 1983)
4. XIV-I Exposition of young Moscow artists (Maison des artistes à Kuznetsky Most, Moscou, 1984)
5. Exposition of works by young artists (Republican) (Manege, Moscou, 1984)
6. XVe Exposition of works by young artists (Maison des artistes à Kuznetsky Most, Moscou, 1985)
7. XVIe Exposition of works by young artists (Maison des artistes à Kuznetsky Most, Moscou, 1986)
8. Exposition of works by Soviet artists, dedicated to the 150th anniversary of the country's railways (Moscow, 1987)
9. All-Union Exposition of works by young artists dedicated to the 70th anniversary of the Komsomol (the Central House of Artists, Moscow, 1988)
10. The Exposition in the Palace of Culture "Meridian" (Moscou, 1988)
11. All-Union Exposition (Manege, Moscou, 1989)
12. Exposition à gallery «FISCHINGER» (Germany, Stuttgart, février 1990)
13. Exposition "Golden Brush" (Central House of Artists, Moscou, mai 1991)
14. Joint-Union Exposition of Artists Unions and the International Federation of Artists and schedules "Malaya Gruzinskaya street 28" (Manege, Moscou, avril 1991)
15. Exposition personnelle à gallery «URIEL» (Allemagne, Stuttgart, November 1991)
16. Exposition personnelle à gallery «MIRAGE» (Allemagne, Herrenberg, May 1992)
17. The Exposition à Museum of Marina Tsvetaeva (Bolshevo, Région de Moscou, août 1992)
18. Exposition à gallery «INTER-ART» (Germany, Stuttgart, Novembere 1992)
19. Exposition personnelle à Art Museum of Kaluga (Kalouga, Juillet 1993
20. Exposition personnelle à Central House of Artists (Moscou, Septembre 1993)
21. The Exposition "Art Myth - 93" (Manege, Moscou, Octobre 1993)
22. Exposition à gallery «INTER-ART» (Allemagne, Stuttgart, Novembre 1993)
23. Exposition personnelle in the Kostroma Regional Art Museum in conjunction with the theater "Novaya Opera" (artistic director Yevgeny Kolobov, the festival "Milestones" (Kostroma, May 1994)
24. Exposition personnelle à Art Gallery of Tarusa (Tarusa, the Kaluga region, June 1994)
25. The anniversary Exposition on Gogol Boulevard, dedicated to 20th anniversary Exposition in the pavilion "Beekeeping" at VDNKh (Moscou, février 1995)
26. Exposition personnelle in the Bulgakov Museum in Moscow (Moscou, mars 1995)
27. The Exposition à Museum Marina Tsvetaïeva (Alexandrov, Vladimir region, May 1995)
28. Exposition of Russian Artists (Cultural Center "Villikren", France, mai 1996)
29. Exposition personnelle à Exposition Grounds in Frunze (Moscou, 1996)
30. The Exposition "Watercolor light - III» Gallery "Chertanovo" (Moscou, décembre 1996)
31. The Exposition "Koktebel, Karadag" Gallery "Vykhino" (Moscou, février 1997)
32. The Exposition in the national charts (Moscow, avril 1997)
33. The Exposition "Watercolor light - IV» Gallery "Chertanovo" (Moscou, février 1998)
34. The Exposition "Koktebel, Karadag" Gallery "on sand" (Moscou, novembre 1998)
35. Exposition personnelle à Art Café "on the planet" (Moscou, March 1999)
36. Exposition personnelle à Art Café (Marmaris, Turquie, octobre 1999)
37. Christmas Exposition in the gallery "Vykhino" (Moscou, décembre 1999)
38. Easter Exposition à gallery "Vykhino" (Moscou, avril 2000)
39. Exposition personnelle à theater "Vernissage" (Moscou, mai 2000)
40. Exposition personnelle in the museum Tarusa (Tarusa, the Kalouga Region, avril 2001)
41. Solo Exposition - concert "Christmas in the evening Julia Dolgorukova" in the business center of the Russian Chamber of Commerce (Moscow, décembre 2001)
42. Exposition devoted to Oleg Efremov in the business center of the Russian Chamber of Commerce (Moscow, mars 2002)
43. Exposition personnelle à Museum of Marina Tsvetaeva (Alexandrov, Vladimir region, mai 2002)
44. Exposition Gallery "A" (Moscou, décembre 2002)
45. Exposition personnelle à Municipal Gallery, the Maloyaroslavets (Kalouga Region, March 2003)
46. Exposition personnelle in the hotel "Cosmos" club "Catherine plosched" (Moscou, février 2004)
47. Exposition personnelle à firm "Consulting" (Moscou, février 2005)
48. Exposition personnelle in "Roman Theatre" (city of Charm el-Cheikh, Égypte, mai-juin 2005)
49. The Exposition "Koktebel, Karadag" Gallery "Vykhino" (Moscou, janvier 2006)
50. Exposition "Nude Russia" in the Exposition center "T-module" (Moscou, janvier 2006)
51. Exposition personnelle à Municipal Gallery, the Maloyaroslavets (région de Kalouga, février 2006)
52. Exposition personnelle in the Exposition hall of the House of Journalists "From the Crimea to Egypt" (Moscou, février 2007)
53. Exposition personnelle in gallery "ARI" and the concert hall "Mikaeli" together with concerts, which were attended by Yuri Bashmet and Valery Gergiev à festival OLJELMA MIKKELIN MUSIIKKIJUHLAT (Mikkeli, Finland, July 2007)[25]
54. Exposition personnelle in gallery "Scarlet Sails" (Moscou, septembre 2008)
55. Exposition Gallery of the tourist complex «GOLD CITY» (Turquie, Alanya, février–octobre 2009)
56. The Exposition "Koktebel, Karadag" Gallery "Vykhino" (Moscou, janvier–février 2010)
57. Exposition Gallery of the tourist complex «GOLD CITY» (Turquie Alania janvier–août 2010)
58. The Exposition à International Cultural Center Mahmutlar (Turquie, Alanya,juillet–septembre 2010)
59. Exposition personnelle à Palais des congrès de Paris on the project from Dima Malikov "SIMFOMANIYA"(Paris, décembre 2010)
60. Exposition personnelle of one painting, "Dance of Fire" à Palais des Festivals et des Congrès on the project from Dima Malikov "SIMFOMANIYA" (Cannes, décembre 2010)
61. The Exposition à International Cultural Center (Turquie, Alanya, juillet–septembre 2011)
62. Anniversary Exposition, "Anticipation of Spring", dedicated to the 80th anniversary of the Moscow Union of Artists in the Exposition hall of the section of painting on Tverskaya 20, Moscow, 29.02.2012[26], opens V.A.Gluhov opening day, there are board members, an art critic Stanislav Aidinyan.